# Arouquesa
La arouquesa es una raza bovina portuguesa de color pardo, destinada a la producción de carne.

## Morfología

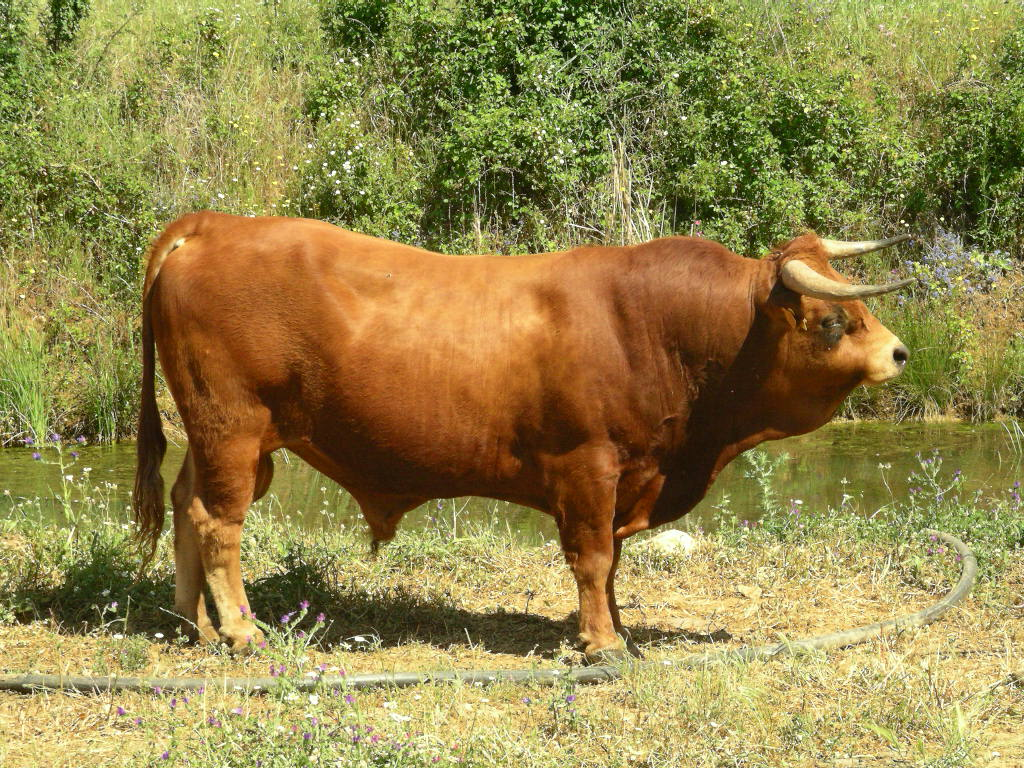
Toro de raza arouquesa.

Las vacas alcanzan una altura de 123 cm aproximadamente, mientras que los toros rondan los 134 cm de media, así que puede describirse a las arouquesas como pequeñas. El peso de las vacas varía ente los 360-430 kg, los toros rondan los 700-900 kg. El color del pelo es marrón claro aunque los machos pueden ser más oscuros que las hembras. El morro y las pezuñas son oscuras. Los cuernos son anchos y están dirigidos hacia delante, primero abajo y luego hacia arriba.

## Historia de la raza
Las arouquesas están adaptadas a la vida en las montañas; sus piernas traseras son muy musculosas. Actualmente en Portugal todavía se trabaja con esta raza en ganadería. En el último siglo a menudo se exportaban a Gran Bretaña por su carne. En 1902 la carne arouquesa fue la ganadora del "Premio a la mejor Carne" en París. Desafortunadamente esta carne excelente y fina solo se conoce en Portugal a día de hoy. Los animales son muy longevos; 16-18 partos por vaca no es extraño. Muchas veces . Las reses son muy afables pero activas.

## Distribución
La región de cría está circunscrita casi exclusivamente al Norte de Portugal; Viseu, Aveiro, Porto, y Braga.